# Hultsjön (Reftele socken, Småland)
Hultsjön är en sjö i Gislaveds kommun i Småland och ingår i Nissans huvudavrinningsområde.